# Bolla immobiliare irlandese
     A livello nazionale
     Dublino

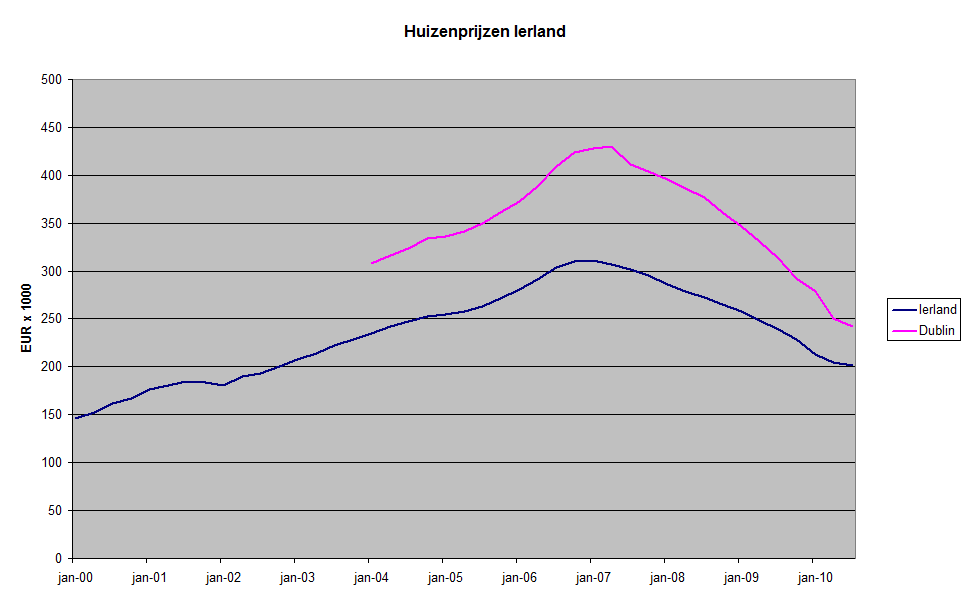
Prezzo delle case nella Repubblica d'Irlanda (2000-2010)
A livello nazionale
Dublino

Il termine bolla immobiliare irlandese indica il significativo incremento dei prezzi dei beni immobili avvenuto in Irlanda dalla fine degli anni novanta fino al 2007, in un periodo noto come tigre celtica. Come accaduto in alcuni stati occidentali europei, la bolla speculativa raggiunse il suo picco nel 2006, con una combinazione di aumento speculativo delle costruzioni ed un innalzamento rapido dei prezzi, si stabilizzò nel 2007 e, successivamente, esplose alla fine del 2008. Dal secondo trimestre del 2010, i prezzi delle case in Irlanda sono crollati del 35% rispetto allo stesso periodo del 2007, mentre il numero dei mutui concessi è crollato del 73%.
La caduta dei prezzi delle proprietà domestiche e commerciali contribuì alla crisi bancaria irlandese e, al febbraio 2013, i prezzi continuano a diminuire. Il prezzo degli edifici a Dublino è ora inferiore del 56% rispetto al picco, mentre il prezzo degli appartamenti è calato di oltre il 62%.
I prezzi delle case sono ritornati ai livelli precedenti al 2000. La concessione di mutui ipotecari è calata ai livelli del 1971. Al dicembre 2012, più del 28% dei mutui mostra un ritardo nei pagamenti o è stato rinegoziato; tale percentuale è pari al 18% per i finanziamenti a scopo commerciale e per locazione. Alla fine del marzo 2013, le morosità hanno continuato a crescere.

## Gli anni della bolla immobiliare

### Contesto
Dal 1991 al 2001, il PIL della Repubblica di Irlanda crebbe in media del 7%, con una significativa crescita nella forza lavoro. Dal 1990 al 2000 il Prodotto Nazionale Lordo pro-capite crebbe del 58%, assestandosi sopra alla media dell'Unione Europea. Il tasso di crescita negli affitti delle abitazioni tra 2003 e 2007 era tra i più alti dell'area Euro, e le banche tedesche risultavano esposte per oltre 208 miliardi di dollari verso l'Irlanda.
Questi fattori portarono ad una crescita dei prezzi delle case del 17% solo tra maggio 2000 e maggio 2001..
Nell'Agosto del 2000 un rapporto del Fondo Monetario Internazionale denunciò che i prezzi delle proprietà irlandesi erano quasi certamente destinati al collasso nel medio termine, dato che "nessun Paese industrializzato degli ultimi venti anni ha sperimentato un incremento dei prezzi simile a quello irlandese senza subirne il successivo crollo". Dal 2000, circa 75.000 nuove unità abitative venivano costruite ogni anno, come indicato in dettaglio dal Ministero Irlandese per l'Ambiente, le Comunità ed il Governo Locale, con autorizzazioni tali che, al 2005, erano stati allocati terreni sufficienti per ospitare 460.000 nuove abitazioni, mentre i numeri relativi alla densità abitativa continuavano a crescere ogni anno. I prezzi delle abitazioni crebbero fino a raddoppiare tra 2000 e 2006, con incentivi fiscali che rappresentarono un significativo volano per questo incremento, con non poche critiche rivolte al parlamento per queste politiche. Nel 2004, un rapporto indipendente commissionato dal Ministero per l'Ambiente stimò che il 12% della forza lavoro fosse impiegata direttamente nell'industria edile.
I tassi di interesse fissati dalla Banca Centrale Europea sono determinati principalmente dall'obiettivo di mantenere bassa l'inflazione all'interno dell'Eurozona. Alcuni osservatori denunciano come questi obiettivi siano eccessivamente limitanti e possano portare a scelte non adeguate a Paesi con livelli record di occupazione, prezzi delle abitazioni in aumento ed elevate spese da parte dei consumatori.

## Altri fattori scatenanti

### Aumento della prosperità
Dal 1994, l'economia irlandese beneficiò di significativi investimenti da parte delle multinazionali. Gli standard educativi irlandesi erano percepiti come alti rispetto ad altre nazioni di lingua inglese. I miglioramenti nell'area dell'educazione tecnica giocarono un ruolo significativo nella formazione della forza-lavoro irlandese. La combinazione di elevati standard educazionali ed un alto livello di capitalizzazione nei progetti di investimento portò ad un considerevole aumento nella produttività lavorativa e nell'economia nel suo insieme. Questo portò ad un generale aumento degli stipendi nel settore del commercio.

### Appartenenza all'Eurozona e politiche sui tassi della BCE
L'Irlanda partecipò al lancio iniziale dell'Euro il 1º gennaio 1999, in accordo con il Trattato di Maastricht, delegando il controllo della propria politica monetaria alla Banca Centrale Europea, come previsto dal Trattato di Amsterdam del 1998. L'Euro contribuì al tasso di investimenti rilevato dopo il 1998 in Paesi che in precedenza avevano una valuta "debole" attraverso la creazione di mercati finanziari più integrati, benché vi fossero scarse evidenze a dimostrare che l'introduzione dell'Euro abbia migliorato l'efficienza nella ripartizione dei capitali..
L'introduzione della valuta comune, in un contesto in cui i tassi di interesse della BCE risultavano inferiori di quanto sarebbero stati i tassi di interesse nazionali se l'Irlanda non fosse entrata nell'Euro, fece sì che chi i soggetti interessati ad acquistare delle proprietà furono incoraggiati a chiedere in prestito somme di denaro sempre maggiori. Mentre i prezzi continuavano a salire, le istituzioni finanziarie offrivano mutui al 100% del valore della proprietà. I giornali pubblicizzavano la vendita degli immobili invitando i lettori ad unirsi alla scalata immobiliare, presentando l'acquisto delle proprietà come una scommessa a senso unico. Col tempo, il peso dei debiti per mutui immobiliari raggiunse proporzioni tali da sollevare la preoccupazione del Governo irlandese e dell'economia. Il costo crescente delle proprietà ed il bisogno di richiedere finanziamenti per acquistare immobili in Irlanda aveva portato ad un significativo aumento del debito nel settore privato. Questo sollevò la preoccupazione anche della Banca Centrale Irlandese, che emanò diversi ammonimenti nel tentativo di condizionare il comportamento dei consumatori. L'inflazione in Irlanda era la più alta dell'eurozona.

### L'impatto della crescita dei prezzi
Un effetto collaterale della sopravvalutazione delle aree urbane fu una lenta migrazione verso le aree rurali periferiche per vivere in abitazioni dai costi inferiori. Questo avvenne su scala significativa nella zona di Dublino, nelle contee di Wicklow, Meath, Louth e Carlow. Questo portò ad una pressione strutturale sui villaggi rurali e sulle città provinciali, visto che lo sviluppo residenziale andò più veloce dello sviluppo delle infrastrutture e dei servizi per una popolazione in rapida crescita.

### Ruolo dei media
Nel giugno del 2007 il giornalista Brendan O'Connor dell'Irish Independent spronò la gente ad acquistare immobili, anche se la bolla si stava chiaramente sgonfiando. Nell'Aprile del 2011, il giornalista Vincent Browne ammise che i media irlandesi avevano giocato un ruolo fondamentale nel fomentare la frenesia di acquisti legata alla bolla immobiliare.

## Previsioni del crollo
- Nel febbraio 2000, William Slattery (allora vice-direttore della Vigilanza Bancaria nella Banca Centrale Irlandese) predisse che un crollo dei prezzi del 30-50% sarebbe stato possibile, in assenza di una flessione nell'esagerata crescita del credito.[26]
- Il Fondo Monetario Internazionale affermò nel 2000 che nessuna nazione industrializzata degli ultimi 20 anni avesse sperimentato una simile crescita nei prezzi senza subire un crollo successivo.[27]
- Lo stesso FMI, nel 2003, affermò che le proprietà residenziali irlandesi erano sopravvalutate.[28]
- L'Economist sostenne nel 2005 che un'importante bolla era presente nel mercato irlandese.[29]
- L'indipendente Istituto di Ricerca Economica e Sociale irlandese affermò l'esistenza probabile di una simile bolla.[30]
- L'OCSE ed alcuni esponenti della Banca Centrale Irlandese convennero, nel novembre 2005, che le proprietà immobiliare irlandesi erano sopravvalutate del 15%. Tuttavia, tale notizia fu diffusa presso il grande pubblico dal solo The Irish Times poco tempo dopo.[31] La Banca Centrale negò che tale informazione fosse stata tenuta riservata per evitare di scatenare il crollo, e, nell'Aprile 2006, affermò che il boom immobiliare fosse "insostenibile" e che costituisse un "rischio significativo" per l'economia.
- Molti economisti pensano che i prezzi delle proprietà fossero insostenibili perché i rendimenti degli affitti erano scesi sotto alla soglia di rischio sostenibile del 3,5% offerta dai bond governativi.[32]
- Il 18 aprile 2007 L'Istituto di Ricerca Economica e Sociale emise un comunicato, alla luce di un documentario della RTÉ, in cui si affermava che le uniche attività economiche in cui vi fosse sicurezza fossero la manifattura delle sigarette e le pompe funebri.
- Molte agenzie immobiliari e banche continuarono ad offrire e promuovere mutui al 100% del valore anche in tempi recenti.

## La flessione
La domanda di proprietà immobiliari crollò all'inizio del 2007, portando ad una discesa dei prezzi, nel marzo dello stesso anno, dello 0,6%, diventato 0,8 ad aprile. Questo portò all'aspettativa di una diminuzione dei prezzi su base trimestrale per la prima volta dal 1994. Le abitazioni della fascia dei pendolari della Greater Dublin scesero per primi, a causa della combinazione tra l'aumentata disponibilità abitativa nell'area urbana di Dublino, l'incremento dei tassi di interesse e le continue deficienze infrastrutturali nelle comunità rurali. I prezzi nelle aree urbane principali rimasero statici, benché la domanda subisse una flessione percettibile. Un significante numero di nuove costruzioni sono tuttora disabitate. Commentatori economici hanno fornito la cifra di circa 230.000 abitazioni sfitte, di cui circa 115.000 (il 50%) potrebbero essere costituite da seconde case per le vacanze. Tali dati sono desumibili dai numeri forniti dall'Agenzia per l'Elettricità irlandese (che fornisce informazioni sul numero di nuove abitazioni connesse alla rete elettrica nazionale), e dalle statistiche fornite dalle autorità locali, dal Ministero dell'Ambiente e dall'Ufficio Centrale di Statistica irlandese. Articoli di giornale fornirono prove aneddotiche del declino delle valutazioni tra i prezzi delle offerte e i prezzi delle compravendite sin dall'Ottobre 2006. Il calo dei prezzi degli immobili è stato monitorato dall'osservatorio dei prezzi dell'Istituto di Ricerca Economica e Sociale (Economic and Social Research Institute), che fa iniziare il crollo dei prezzi dal secondo trimestre del 2007. Il livello occupazionale nel settore edile crollò di conseguenza, secondo i dati statistici del maggio 2007.
Furono inoltre riportati casi di frodi sui mutui in cui i Clienti sovrastimarono le proprie entrate per essere in grado di ottenere prestiti maggiori. Vi fu la preoccupazione che queste persone "potessero indebitarsi seriamente nel caso di una crisi immobiliare come quella inglese della fine degli anni ottanta" Una simile esperienza ha portato alla crisi dei mutui sub-prime negli Stati Uniti. Nel dicembre 2006, la televisione di stato irlandese RTÉ trasmise in prima serata un documentario di indagine che svelò come i dati finanziari dei potenziali Clienti fossero venduti irregolarmente ai banditori delle aste immobiliari. Tali informazioni avrebbero consentito ai banditori di massimizzare i prezzi da sottoporre ai potenziali acquirenti. Tale problematica, e tutte le implicazioni del caso, sono attualmente sotto indagine da parte dell'ufficio per la protezione dei dati personali.
Nell'estate del 2007, l'Istituto di Ricerca Economica e Sociale emise il proprio bollettino economico trimestrale predicendo che le finanze pubbliche irlandesi sarebbero andate in deficit nel 2007 e che i prezzi delle abitazioni sarebbero crollati del 3%. Una ricerca da parte del Professor Morgan Kelly dell'University College Dublin pubblicato assieme al citato bollettino economico, indicò che "le stesse persone che ci hanno detto che avremmo avuto un soffice atterraggio, ci dicono che ne usciremo e che abbiamo toccato il fondo. Non è così. Siamo ancora molto lontani dal fondo del mercato immobiliare." Predicendo inoltre che, se avesse seguito l'andamento simile a quello degli altri Paesi, il mercato immobiliare irlandese avrebbe potuto portare ad un'erosione dei prezzi delle abitazioni pari al 60% negli otto anni successivi.
Questi rapporti furono accolti con ostilità dall'establishment politico; il 4 luglio 2007 il Taoiseach Bertie Ahern affermò provocatoriamente ad una conferenza a Donegal che non capiva perché le persone sedute ad un angolo a cribbing and moaning (rubacchiare e lamentarsi) riguardo all'economia, non si suicidassero. Molti economisti bancari, commentatori dei media, agenti immobiliari, industriali edili e leader commerciali dichiararono pubblicamente la loro fiducia sullo stato florido di salute del mercato immobiliare irlandese, e che ogni calo nel prezzo delle abitazioni fosse solo il segno di un rallentamento fisiologico dell'economia.
Per la fine del 2011, i prezzi delle case di Dublino si erano ridotti del 51% dal loro picco, e i prezzi degli appartamenti erano diminuiti del 60%. I prezzi delle proprietà immobiliari crollarono, a livello nazionale, di un ulteriore 13,6% nei primi sei mesi del 2012.

## Il crollo del 2009
Come previsto nei primi rapporti del 2006 e 2007, il crollo dei prezzi immobiliari colpì l'Irlanda nella prima metà del 2009. Esso coincise con la recessione del 2009, ed entrambe iniziarono a svilupparsi alla fine del 2008 a seguito del rallentamento globale dell'economia e del rafforzamento dei controlli sul credito. A giugno 2009 fu riportato che circa il 40% dell'incremento dei prezzi avvenuto nel corso della bolla immobiliare del 2001-2007 era andato perduto. Al 2012, i prezzi delle case erano inferiori a quelli del 2001, e più dell'intero guadagno generato durante il periodo della "Tigre Celtica" era stato eroso.
Vi furono diversi gruppi ed organizzazioni cui fu data la responsabilità della crisi, e che a loro volta ne accusarono altri per aver causato il crollo. Alcuni dei principali furono: 
- La "Construnction Industry Federation", che accusò i costruttori part-time per la bolla[45]
- Il "Financial Services Consultative Consumer Panel", che aveva il compito di monitorare la performance della Banca Centrale Irlandese, affermò che la maggior parte dei consumatori aveva perso "importanti somme di denaro" a causa dell'inadeguatezza dei regolatori finanziari. Criticò inoltre la risposta "insufficiente" da parte dei regolatori ai rischi per i consumatori, inclusa la bolla immobiliare.[46] In risposta, questi ammisero che "è chiaro che le azioni intraprese furono insufficienti e non furono prese in tempo"[47][48][49] A seguito del fallimento delle strutture di controllo esistenti nel prevenire l'eccessiva erogazione di prestiti nel settore immobiliare,[50] i consulenti assunti per verificare le loro operazioni affermarono che "in alcune aree, la competenza dei regolatori risultava carente".[51]

L'ex Taoiseach, Bertie Ahern affermò che la propria decisione, nel 2001, di creare il "Financial Regulator" fu una delle principali cause del collasso del sistema bancario irlandese e, "se me ne fosse data ancora la possibilità, non lo rifarei".
- La Banca Centrale Irlandese ammise a novembre 2005 di aver stimato una sopravvalutazione dallo 0% al 60% del mercato immobiliare residenziale irlandese. L'Irish Times ha rivelato le minute di un incontro con l'OCSE nel quale indicavano che la proprietà era sopravvalutata e che temevano di far precipitare la crisi "dando un numero al fenomeno". Il loro report annuale per il 2009 non ebbe virtualmente nulla da dire riguardo a come e perché il sistema bancario irlandese fu portato sull'orlo del collasso. Vi erano quattro direttori della Banca Centrale nel board del Financial Regulator, tuttavia la Banca Centrale continuò a sostenere di non avere poteri di intervento sul mercato.[53] Tale istituto aveva il potere di emettere direttive verso il Financial Regulator nel caso vi fosse il sospetto che questo stesse conducendo le proprie attività in maniera contraria agli obiettivi delle politiche della Banca Centrale. Non ne fu emesso alcuno.[54] La Banca Centrale disse all'"Enterprise Committee" dell'Oireachtas che gli azionisti che avevano perso il loro denaro durante il collasso bancario fossero da biasimare per il loro destino e avessero raccolto ciò che conseguiva dal non aver tenuto sotto scacco i dirigenti delle banche, ma ammise anche che la Banca Centrale avesse fallito nel dare sufficienti avvisi riguardo ai prestiti sconsiderati dati alle società di costruzione.[55]
- Le Banche: furono accusate di concedere prestiti con eccessiva leggerezza, contribuendo non solo alla spirale incontrollata di crescita dei prezzi, ma anche ad aumentare il peso del debito pubblico sulle spalle di ciascun cittadino, visto che, successivamente, beneficiarono di aiuti statali[56]

In generale, si concluse che quanto accaduto fu una combinazione di fattori interni ed esterni al Paese. Ulteriori rivelazioni sulla corruzione all'interno del settore bancario, particolarmente all'interno della Anglo Irish Bank, hanno continuato a minare la credibilità dell'Irlanda all'interno della comunità finanziaria e affaristica mondiale.
Durante la bolla speculativa, un numero sproporzionato di persone fu impiegato all'interno dell'industria edile. In seguito alla contrazione del mercato ed allo spostamento all'estero di altre realtà industriali, la disoccupazione raggiunse l'11,4% a maggio 2009, e il 14,3 a settembre 2011.
L'Economic and Social Research Institute stima che la disoccupazione crescerà fino a raggiungere il 17%.

## Impatti
- Approssimativamente il 31% delle proprietà ipotecate, o il 47% del valore dei mutui circolanti appaiono avere un valore di equity negativo alla fine del 2010.[61]
- Al settembre 2011, i dati della Banca Centrale mostrano che l'8,1% dei pagamenti dei mutui per l'edilizia residenziale ha un ritardo superiore ai 90 giorni. Il dato è in crescita dal 7,2 della fine di giugno 2011.[62]
  - Ad agosto 2012, più del 22% dei mutui irlandesi è stato rinegoziato o mostra un ritardo nei pagamenti.[63]
- Nei primi 10 mesi del 2011, in Irlanda sono state costruite 8.692 abitazioni. Nel 2004 furono 76.954, 80.957 del 2005, 93.419 del 2006, 78.027 nel 2007, 51.724 nel 2008, 26.420 nel 2009 e 14.602 nel 2010.[64]
- Il debito nazionale irlandese è aumentato in maniera significativa: il rapporto tra debito pubblico e PIL alla fine del 2009 è stato stimato essere pari al 65,2%. La stima rivista del rapporto deficit-pil alla fine del 2010 è stata stimata al 95,2%. Le previsioni per la fine del 2011 sono del 105,5%.[64]

## La bolla immobiliare in cifre
- Fino al 12,6 della forza lavoro è stata impiegata nell'industria edile[65]
- Fino al 9,4 del Prodotto Nazionale Lordo dipendeva dall'industria edile. Di questa quota, circa il 7% del PNL era costituito dalla costruzione di nuovi complessi abitativi.[66]
- Il rapporto Prezzo/Utili delle abitazioni private raggiunse il suo record quando, nel marzo 2006, un rapporto dell'agenzia di broker Davy indicò che per i ricchi sobborghi dublinesi tale rapporto stava raggiungendo il valore di 100. Davy aggiunse che questi rapporti potevano essere giustificati solo in presenza di un approccio altamente speculativo verso la crescita degli affitti. Considerata la sovrabbondanza di proprietà in affitto nelle stesse aree, tuttavia, Davy ne dedusse che vi sarebbe stato un aggiunstamento dei prezzi delle abitazioni, più che degli affitti, che avrebbe riportato le valutazioni giù verso livelli più realistici.[67]
- Un'elevata quota di abitazioni irlandesi rimane sfitta.[68]
- Benché gli indicatori del mercato abitativo come il rapporto tra prezzi e utili e i guadagni da affitto fossero peggiori in molti altri Paesi, un alto prezzo per metro quadrato e l'insostenibile economia irlandese erano indicatori della presenza di una bolla speculativa.[69]